# Celestus curtissi
Celestus curtissi là một loài thằn lằn trong họ Anguidae. Loài này được Grant mô tả khoa học đầu tiên năm 1951.